# Wereldkampioenschap superbike van Phillip Island 1997
Het wereldkampioenschap superbike van Phillip Island 1997 was de eerste ronde van het wereldkampioenschap superbike 1997. De races werden verreden op 23 maart 1997 op het Phillip Island Grand Prix Circuit op Phillip Island, Australië. Tijdens het weekend kwam enkel het WK superbike in actie, de wereldserie Supersport was niet aanwezig op het circuit.

## Superbike
Coureurs die deelnamen aan het Europees kampioenschap superbike en coureurs die deelnamen met motorfietsen die aan andere technische reglementen voldeden, kwamen niet in aanmerking om punten te scoren in het wereldkampioenschap.

### Race 1
| Pos | Nr | Rijder               | Constructeur | Rondes | Tijd                | Grid | Punten |
| --- | -- | -------------------- | ------------ | ------ | ------------------- | ---- | ------ |
| 1   | 3  | John Kocinski        | Honda        | 22     | 41:16.551           | 7    | 25     |
| 2   | 4  | Carl Fogarty         | Ducati       | 22     | +15.722             | 5    | 20     |
| 3   | 6  | Simon Crafar         | Kawasaki     | 22     | +28.958             | 3    | 16     |
| 4   | 8  | Akira Yanagawa       | Kawasaki     | 22     | +40.906             | 2    | 13     |
| 5   | 52 | Troy Bayliss         | Suzuki       | 22     | +1:28.949           | 12   | 11     |
| 6   | 32 | Martin Craggill      | Kawasaki     | 21     | +1 ronde            | 16   | 10     |
| 7   | 22 | Scott Russell        | Yamaha       | 21     | +1 ronde            | 8    | 9      |
| 8   | 13 | Andreas Meklau       | Ducati       | 21     | +1 ronde            | 23   | 8      |
| 9   | 49 | Shawn Giles          | Honda        | 21     | +1 ronde            | 17   |        |
| 10  | 17 | Pere Riba            | Honda        | 21     | +1 ronde            | 22   | 7      |
| 11  | 35 | Jason Love           | Ducati       | 21     | +1 ronde            | 21   |        |
| 12  | 31 | Igor Jerman          | Kawasaki     | 21     | +1 ronde            | 26   | 6      |
| 13  | 69 | Benn Archibald       | Kawasaki     | 21     | +1 ronde            | 29   | 5      |
| 14  | 38 | Greg Moss            | Honda        | 21     | +1 ronde            | 20   |        |
| 15  | 48 | Craig Stafford       | Yamaha       | 20     | +2 ronden           | 30   |        |
| 16  | 99 | Steve Martin         | Suzuki       | 20     | +2 ronden           | 13   |        |
| 17  | 66 | Stephen Tozer        | Kawasaki     | 19     | +3 ronden           | 34   |        |
| 18  | 34 | Simon Middleton      | Kawasaki     | 19     | +3 ronden           | 31   |        |
| DNF | 62 | Graeme Wilshaw       | Suzuki       | 16     | Uitgevallen         | 28   |        |
| DNF | 15 | Piergiorgio Bontempi | Kawasaki     | 10     | Uitgevallen         | 10   |        |
| DNF | 45 | Colin Edwards        | Yamaha       | 9      | Uitgevallen         | 4    |        |
| DNF | 44 | Damon Buckmaster     | Kawasaki     | 7      | Uitgevallen         | 15   |        |
| DNF | 39 | Craig Connell        | Ducati       | 7      | Uitgevallen         | 14   |        |
| DNF | 11 | Mike Hale            | Suzuki       | 6      | Uitgevallen         | 18   |        |
| DNF | 2  | Aaron Slight         | Honda        | 5      | Uitgevallen         | 1    |        |
| DNF | 89 | John Orchard         | Kawasaki     | 4      | Uitgevallen         | 35   |        |
| DNF | 9  | Neil Hodgson         | Ducati       | 3      | Uitgevallen         | 6    |        |
| DNF | 51 | Peter Goddard        | Suzuki       | 1      | Uitgevallen         | 9    |        |
| DNF | 12 | James Whitham        | Suzuki       | 1      | Uitgevallen         | 19   |        |
| DNF | 7  | Pierfrancesco Chili  | Ducati       | 1      | Uitgevallen         | 11   |        |
| DNF | 14 | James Haydon         | Ducati       | 0      | Uitgevallen         | 24   |        |
| DNF | 42 | David Emmerson       | Suzuki       | 0      | Uitgevallen         | 25   |        |
| DNF | 41 | Alistair Maxwell     | Kawasaki     | 0      | Uitgevallen         | 27   |        |
| DNF | 79 | Daniele Vanolini     | Ducati       | 0      | Uitgevallen         | 32   |        |
| DNS | 74 | John Phelan          | Kawasaki     | 0      | Niet gestart        | 33   |        |
| DNQ | 96 | Paul Caridi          | Suzuki       | 0      | Niet gekwalificeerd |      |        |
| DNQ | 76 | Scott Webster        | Yamaha       | 0      | Niet gekwalificeerd |      |        |
| DNQ | 91 | Steven Doyle         | Honda        | 0      | Niet gekwalificeerd |      |        |

### Race 2
| Pos | Nr | Rijder               | Constructeur | Rondes | Tijd                | Grid | Punten |
| --- | -- | -------------------- | ------------ | ------ | ------------------- | ---- | ------ |
| 1   | 2  | Aaron Slight         | Honda        | 22     | 35:33.916           | 1    | 25     |
| 2   | 45 | Colin Edwards        | Yamaha       | 22     | +0.033              | 4    | 20     |
| 3   | 6  | Simon Crafar         | Kawasaki     | 22     | +0.757              | 3    | 16     |
| 4   | 4  | Carl Fogarty         | Ducati       | 22     | +8.229              | 5    | 13     |
| 5   | 52 | Troy Bayliss         | Suzuki       | 22     | +18.007             | 12   | 11     |
| 6   | 22 | Scott Russell        | Yamaha       | 22     | +22.654             | 8    | 10     |
| 7   | 3  | John Kocinski        | Honda        | 22     | +24.217             | 7    | 9      |
| 8   | 44 | Damon Buckmaster     | Kawasaki     | 22     | +27.493             | 15   | 8      |
| 9   | 32 | Martin Craggill      | Kawasaki     | 22     | +43.216             | 16   | 7      |
| 10  | 49 | Shawn Giles          | Honda        | 22     | +43.269             | 17   |        |
| 11  | 39 | Craig Connell        | Ducati       | 22     | +43.310             | 14   |        |
| 12  | 15 | Piergiorgio Bontempi | Kawasaki     | 22     | +49.847             | 10   | 6      |
| 13  | 12 | James Whitham        | Suzuki       | 22     | +1:05.567           | 19   | 5      |
| 14  | 14 | James Haydon         | Ducati       | 22     | +1:13.243           | 24   | 4      |
| 15  | 13 | Andreas Meklau       | Ducati       | 22     | +1:17.753           | 23   | 3      |
| 16  | 35 | Jason Love           | Ducati       | 22     | +1:21.959           | 21   |        |
| 17  | 17 | Pere Riba            | Honda        | 22     | +1:29.236           | 22   | 2      |
| 18  | 42 | David Emmerson       | Suzuki       | 21     | +1 ronde            | 25   | 1      |
| 19  | 48 | Craig Stafford       | Yamaha       | 21     | +1 ronde            | 30   |        |
| 20  | 66 | Stephen Tozer        | Kawasaki     | 21     | +1 ronde            | 34   |        |
| 21  | 89 | John Orchard         | Kawasaki     | 21     | +1 ronde            | 35   |        |
| DNF | 31 | Igor Jerman          | Kawasaki     | 19     | Uitgevallen         | 26   |        |
| DNF | 11 | Mike Hale            | Suzuki       | 15     | Uitgevallen         | 18   |        |
| DNF | 8  | Akira Yanagawa       | Kawasaki     | 14     | Uitgevallen         | 2    |        |
| DNF | 62 | Graeme Wilshaw       | Suzuki       | 14     | Uitgevallen         | 28   |        |
| DNF | 99 | Steve Martin         | Suzuki       | 13     | Uitgevallen         | 13   |        |
| DNF | 38 | Greg Moss            | Honda        | 8      | Uitgevallen         | 20   |        |
| DNF | 69 | Benn Archibald       | Kawasaki     | 5      | Uitgevallen         | 29   |        |
| DNF | 9  | Neil Hodgson         | Ducati       | 4      | Uitgevallen         | 6    |        |
| DNF | 34 | Simon Middleton      | Kawasaki     | 4      | Uitgevallen         | 31   |        |
| DNF | 41 | Alistair Maxwell     | Kawasaki     | 1      | Uitgevallen         | 27   |        |
| DNF | 79 | Daniele Vanolini     | Ducati       | 0      | Uitgevallen         | 32   |        |
| DNS | 51 | Peter Goddard        | Suzuki       | 0      | Niet gestart        | 9    |        |
| DNS | 7  | Pierfrancesco Chili  | Ducati       | 0      | Niet gestart        | 11   |        |
| DNS | 74 | John Phelan          | Kawasaki     | 0      | Niet gestart        | 33   |        |
| DNQ | 96 | Paul Caridi          | Suzuki       | 0      | Niet gekwalificeerd |      |        |
| DNQ | 76 | Scott Webster        | Yamaha       | 0      | Niet gekwalificeerd |      |        |
| DNQ | 91 | Steven Doyle         | Honda        | 0      | Niet gekwalificeerd |      |        |

## Tussenstanden na wedstrijd

### Superbike
| Pos | Nr | Rijder        | Team     | Punten |
| --- | -- | ------------- | -------- | ------ |
| 1   | 3  | John Kocinski | Honda    | 34     |
| 2   | 4  | Carl Fogarty  | Ducati   | 33     |
| 3   | 6  | Simon Crafar  | Kawasaki | 32     |
| 4   | 2  | Aaron Slight  | Honda    | 25     |
| 5   | 52 | Troy Bayliss  | Suzuki   | 22     |

1990 · 1991 · 1992 · 1994 · 1995 · 1996 · 1997 · 1998 · 1999 · 2000 · 2001 · 2002 · 2003 · 2004 · 2005 · 2006 · 2007 · 2008 · 2009 · 2010 · 2011 · 2012 · 2013 · 2014 · 2015 · 2016 · 2017 · 2018 · 2019 · 2020 · 2022 · 2023 · 2024 · 2025